# Эспиноса, Исаура
Исаура Эспиноса (исп. Isaura Espinoza) (25 августа 1956, Пьедрас-Неграс, Коауила, Мексика) — мексиканская актриса театра, кино и телевидения.

## Биография
Родилась 25 августа 1956 года в Пьедрас-Неграс в семье актёра и композитора Хосе Анхеля Эспиносы Феррускильи. В мексиканском кинематографе дебютировала в 1973 году и с тех пор снялась в 95 работах в кино и телесериалах.

### Личная жизнь
Исаура Эспиноса была замужем дважды:
- первым мужем был актёр Клаудио Баэс. От этого брака осталось двое детей — Клаудию и Хорхе, однако личная жизнь не сложилась — супруги развелись.
- вторым мужем актрисы был актёр Серхио Санчес, но 16 сентября 2004 года стала вдовой.

## Фильмография

### Теленовеллы
- El color de la pasión (2014) .... Clara Rosales
- Abismo de pasión (2012) .... Marú
- Сакатильо, место в твоём сердце (2010) .... Belarmina
- Огонь в крови (2007-2008) .... Hortensia
- Lola, érase una vez (2007-2008) .... Éter Holbein
- Amar sin límites (2006-2007) .... Isela
- Duelo de pasiones (2006) .... Blanca de Bernal
- Alborada (2005-2006) .... Eusebia
- Niña amada mía (2003) .... Paz Guzmán
- Navidad sin fin (2001-2002) .... Teresa
- Личико ангела (2000-2001) .... Genoveva
- Tres mujeres (1999-2000) .... Diana Carmona
- Por tu amor (1999) .... Alejandra Avellán de Robledo
- Ángela (1998-1999) .... Norma Molina
- Gotita de amor (1998) .... Desdémona Mayoral
- Привилегия любить (1998) .... Ella misma
- La jaula de oro (1997) .... Dolores
- Sentimientos ajenos (1996) .... Aurora Mendiola
- La antorcha encendida (1996) .... Micaela
- La paloma (1995) .... Teresa Tovar de López Yergo
- Corazón salvaje (1993-1994) .... Amanda Monterrubio vda. de Romero Vargas
- La sonrisa del diablo (1992) .... Leonor
- Balada por un amor (1989-1990) .... Lidia Mercader
- El rincón de los prodigios (1987) ....
- Cicatrices del alma (1986) .... Diana
- Marionetas (1986) .... Elvira García
- Cautiva (1986) ....
- Una mujer marcada (1979)

### Многосезонные ситкомы
- Diseñador de ambos sexos - Capítulo 1: La supervivencia del más apto (2001) .... Maestra Duarte
- Chespirito - Capítulo 659: La Posada en el Hotel (1994) .... "Sobrina de Don Cecilio"
- Женщина, случаи из реальной жизни (1985-2007)
- Роза Гваделупе (с 2008-н. в.) .... Lucia
- Как говорится (с 2011-н. в.) .... Graciela Robles

### Художественные фильмы
- El diablo en persona (1973)
- El Sátiro (1980)
- Huevos Rancheros (1982)
- Playa prohibida (1985) .... Carmen
- Trágico terremoto en México (1987) .... Ángela, enfermera
- Mujer de cabaret (1991) .... Elena
- Un hombre y una mujer con suerte (1992)
- El alimento del miedo (1994)
- Salto al vacío (1994)
- La Vibora (1995)
- Bienvenida al clan (2000) .... Isabel
- El tigre de Santa Julia (2002) .... Simona Medina[2]

## Театральные работы
- Mujeres frente al espejo (2001)[3]
- Debiera haber obispas (2005)[4]
- En el centro del vientre (2010)[5]
- Una mujer muy música (2011)[6][7]
- La doble moral (2011)[8]
- La barca del pescador (2012)[9]
- Baño de mujeres (2013)[10]
- La casa de Bernarda Alba (2013)[11]
- Volando al sol (2015)[12]

## Награды и премии

### Premios Ariel
| Año  | Categoría              | Película                | Resultado |
| ---- | ---------------------- | ----------------------- | --------- |
| 2003 | Mejor actriz de cuadro | El tigre de Santa Julia | Nominada  |

### Premios (A.P.T)
| Año  | Categoría              | Obra de Teatro | Resultado |
| ---- | ---------------------- | -------------- | --------- |
| 2010 | Mejor actriz de teatro | Entre mujeres  | Ganadora  |

### Premios Gaviota
| Año  | Categoría                               | Resultado |
| ---- | --------------------------------------- | --------- |
| 2015 | Máximos personajes del ámbito artístico | Ganadora  |